# Jakub Čutta
Jakub Čutta (né le 29 décembre 1981 à Jablonec nad Nisou en Tchécoslovaquie aujourd'hui ville de République tchèque) est un joueur professionnel de hockey sur glace.

## Carrière
Après avoir joué dans sa jeunesse dans son pays en Tchéquie, il rejoint l'Amérique du Nord en 1998 et la Ligue de hockey de l'Ouest . Il joue alors pour les Broncos de Swift Current et y reste jouer pendant trois saisons. Au cours de l'été 2000, il participe au repêchage d'entrée dans la Ligue nationale de hockey et est choisi lors de la seconde ronde. Les Capitals de Washington en font leur troisième choix après Brian Sutherby et Matt Pettinger mais décident de ne pas l'intégrer immédiatement dans leur effectif et il retourne avec les Broncos en octobre 2000. Il fait tout de même ses débuts à la fin de la saison 2000-2001 en jouant 3 matchs.
En janvier, il joue pour l'équipe de République tchèque lors du championnat du monde junior et aide son équipe à remporter la médaille d'or. La saison suivante, il ne joue encore une fois que peu avec les Capitals et est affecté aux Pirates de Portland de la Ligue américaine de hockey, équipe affiliée aux Capitals.
Il ne se fera jamais une place avec les Capitals passant la quasi-totalité de son temps des saisons suivantes dans la LAH pour les Pirates puis pour les Bears de Hershey en saison 2005-2006. Le 22 août 2006, il est laissé libre par les Capitals et retourne jouer dans son pays pour son équipe junior, le HC Bílí Tygři Liberec. Le club évolue alors dans l'Extraliga, première division élite de Tchéquie. Premiers à l'issue de la saison régulière, Liberec va perdre en demi-finale des playoffs contre les futurs champions : le Sparta Prague.
Il est transféré à l'issue de la saison et rejoint la Russie. Il commence la saison 2007-08 avec le club du Neftekhimik Nijnekamsk mais va rejoindre en cours de saison le Traktor Tcheliabinsk qui perdra en huitième de finale contre le CSKA Moscou.

## Statistiques

### En club
| Saison     | Équipe                       | Ligue         |    | Saison régulière | Saison régulière | Saison régulière | Saison régulière | Saison régulière |   | Séries éliminatoires | Séries éliminatoires | Séries éliminatoires | Séries éliminatoires | Séries éliminatoires |
| Saison     | Équipe                       | Ligue         | PJ | B                | A                | Pts              | Pun              | PJ               | B | A                    | Pts                  | Pun                  |                      |                      |
| 1997-1998  | HC Stadion Liberec           | Extraliga Jr. | 29 | 3                | 13               | 16               | 70               |                  |   |                      |                      |                      |                      |                      |
| 1998-1999  | Broncos de Swift Current     | LHOu          | 59 | 3                | 3                | 6                | 63               |                  |   |                      |                      |                      |                      |                      |
| 1999-2000  | Broncos de Swift Current     | LHOu          | 71 | 2                | 12               | 14               | 114              | 12               | 0 | 2                    | 2                    | 24                   |                      |                      |
| 2000-2001  | Capitals de Washington       | LNH           | 3  | 0                | 0                | 0                | 0                |                  |   |                      |                      |                      |                      |                      |
| 2000-2001  | Broncos de Swift Current     | LHOu          | 47 | 5                | 8                | 13               | 102              | 16               | 1 | 3                    | 4                    | 32                   |                      |                      |
| 2001-2002  | Capitals de Washington       | LNH           | 2  | 0                | 0                | 0                | 0                |                  |   |                      |                      |                      |                      |                      |
| 2001-2002  | Pirates de Portland          | LAH           | 56 | 1                | 3                | 4                | 69               |                  |   |                      |                      |                      |                      |                      |
| 2002-2003  | Pirates de Portland          | LAH           | 66 | 3                | 12               | 15               | 106              | 3                | 0 | 0                    | 0                    | 2                    |                      |                      |
| 2003-2004  | Capitals de Washington       | LNH           | 3  | 0                | 0                | 0                | 0                |                  |   |                      |                      |                      |                      |                      |
| 2003-004   | Pirates de Portland          | LAH           | 59 | 1                | 5                | 6                | 58               | 7                | 2 | 0                    | 2                    | 7                    |                      |                      |
| 2004-2005  | Pirates de Portland          | LAH           | 63 | 0                | 5                | 5                | 100              |                  |   |                      |                      |                      |                      |                      |
| 2005-2006  | Bears de Hershey             | LAH           | 51 | 1                | 2                | 3                | 84               | 21               | 2 | 3                    | 5                    | 38                   |                      |                      |
| 2006-2007  | HC Bílí Tygři Liberec        | Extraliga     | 37 | 0                | 2                | 2                | 99               | 6                | 0 | 1                    | 1                    | 16                   |                      |                      |
| 2007-2008  | Neftekhimik Nijnekamsk       | Superliga     | 12 | 0                | 0                | 0                | 33               |                  |   |                      |                      |                      |                      |                      |
| 2007-2008  | Traktor Tcheliabinsk         | Superliga     | 17 | 0                | 4                | 4                | 46               |                  |   |                      |                      |                      |                      |                      |
| 2008-2009  | HC Energie Karlovy Vary      | Extraliga     | 4  | 2                | 3                | 5                | 62               | 16               | 0 | 0                    | 0                    | 20                   |                      |                      |
| 2009-2010  | HC Energie Karlovy Vary      | Extraliga     | 41 | 7                | 4                | 11               | 76               | -                | - | -                    | -                    | -                    |                      |                      |
| 2010-2011  | HC Energie Karlovy Vary      | Extraliga     | 49 | 3                | 8                | 11               | 88               | 5                | 0 | 0                    | 0                    | 22                   |                      |                      |
| 2011-2012  | BK Mladá Boleslav            | Extraliga     | 33 | 2                | 5                | 7                | 87               | -                | - | -                    | -                    | -                    |                      |                      |
| 2012-2013  | HC Bílí Tygři Liberec        | Extraliga     | 39 | 2                | 7                | 9                | 95               | -                | - | -                    | -                    | -                    |                      |                      |
| 2013-2014  | HC Bílí Tygři Liberec        | Extraliga     | 29 | 3                | 4                | 7                | 42               | -                | - | -                    | -                    | -                    |                      |                      |
| 2013-2014  | SaiPa                        | Liiga         | 10 | 0                | 1                | 1                | 12               | 6                | 0 | 1                    | 1                    | 4                    |                      |                      |
| 2014-2015  | HC ČSOB Pojišťovna Pardubice | Extraliga     | 20 | 2                | 1                | 3                | 24               | 7                | 0 | 0                    | 0                    | 18                   |                      |                      |
| 2015-2016  | VIK Västerås HK              | Allsvenskan   | 31 | 0                | 3                | 3                | 59               | -                | - | -                    | -                    | -                    |                      |                      |
| Totaux LNH | Totaux LNH                   | Totaux LNH    | 8  | 0                | 0                | 0                | 0                | -                | - | -                    | -                    | -                    |                      |                      |

### Statistiques en équipe nationale
| Année | Équipe   | Événement                   |   | PJ | B | A | Pts | Pun           |  | Résultat |
| 2001  | Tchéquie | Championnat du monde junior | 7 | 2  | 2 | 4 | 10  | Médaille d'or |  |          |